# Norbert Neugirg

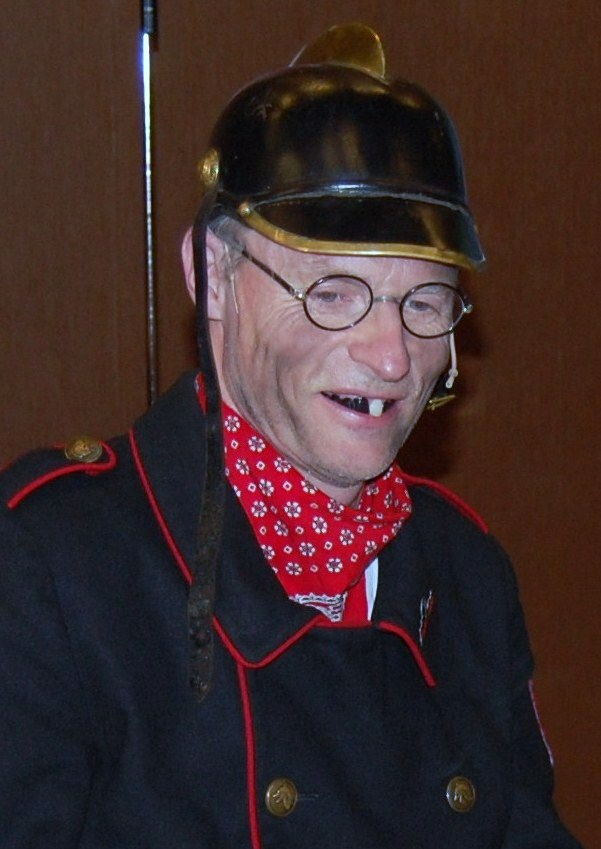
Norbert Neugirg als Kommandant der Altneihauser Feierwehrkapell’n

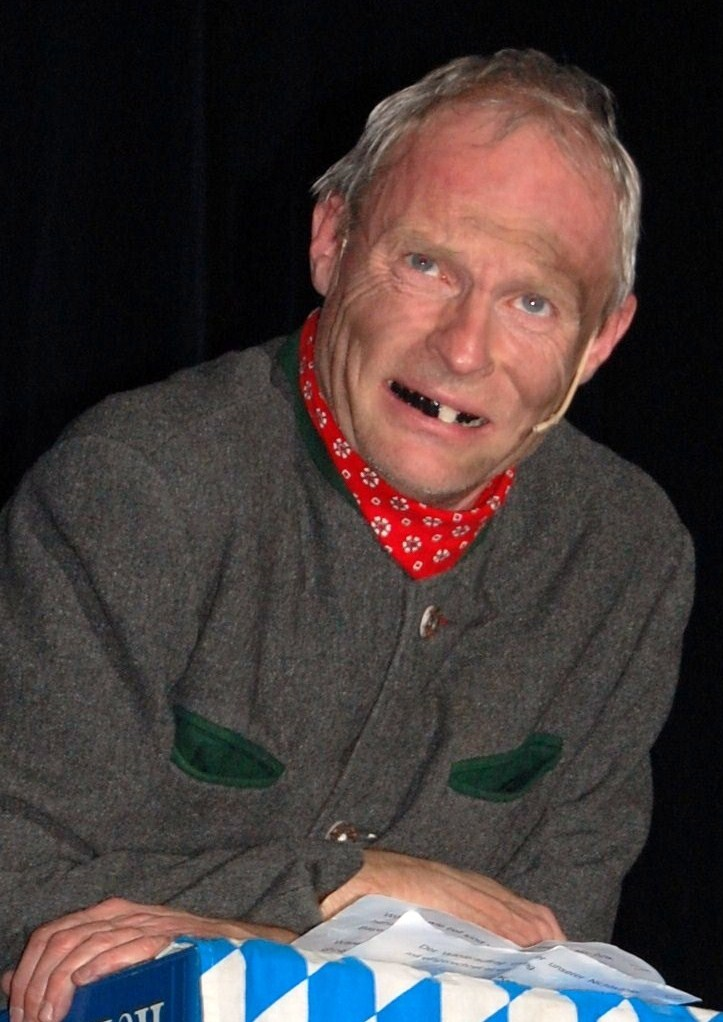
Norbert Neugirg als bayerischer Parteiführer

Norbert Albert Neugirg (* 8. Oktober 1960 in Erbendorf, Landkreis Tirschenreuth) ist ein deutscher Kabarettist, Schauspieler, Moderator, Kolumnist, Musiker, Autor und Ghostwriter.

## Leben
Norbert Neugirg wuchs in der Gemeinde Wurz auf, einem heutigen Ortsteil von Püchersreuth nahe der böhmischen Grenze im Landkreis Neustadt an der Waldnaab, und trat 1972 als Trompeter in die Jugendblaskapelle Neuhauser Boum in Neuhaus bei Windischeschenbach ein. Anschließend bildete er sich als Privatschüler bei diversen Berufstrompetern an diesem Instrument weiter. Nach der Mittleren Reife erlernte er den Beruf des Bürokaufmannes, gab seine Position als Abteilungsleiter allerdings 2000 auf und ist seitdem freiberuflicher Unterhaltungskünstler.
Vom das Theater liebenden Großvater Albert Neugirg war er schon als Jugendlicher in dieses Metier eingeführt worden. Als 18-Jähriger spielte er erste Rollen und Sketche, viele von Karl Valentin, weshalb er auch gern der „Karl Valentin der Oberpfalz“ genannt wird.
Seine persönliche Stärke als Kabarettist sind seine selbst gereimten provokanten und – nach eigener Aussage – „rotzfrechen“ Verse wie „Leut’, die nichts Gescheites treiben, neigen gern zum Bücherschreiben“, „Wer Arbeit nicht so gern verrichtet, der setzt sich lieber hin und dichtet“ oder „Ist der Mensch noch selbst am Leben, sollte er sein Geld ausgeben. Denn spätestens beim Leichenschmaus geben’s für ihn andre aus“.
Im Jahr 1985 gründete er noch nebenberuflich die neunköpfige Blasorchester- und Kabarettgruppe Altneihauser Feierwehrkapell’n aus der Oberpfalz, die seit den jährlichen Auftritten in der bundesweit ausgestrahlten TV-Sendung Fastnacht in Franken inzwischen überregional bekannt ist. Neugirg ist seit deren Gründung ihr scharfzüngiger Kommandant. Nach Aufgabe seines Berufes als Bürokaufmann und Abteilungsleiter ist er seit 2000 auch Texter und Hauptakteur seines „Haufens“, wirkt aber auch als Trompeter mit. Neugirg war selbst zehn Jahre lang aktiver Feuerwehrmann in einer Freiwilligen Feuerwehr.
Um 1990 war er Gründungsmitglied der Laienbühne Oberpfalztheater, wo er noch immer verantwortlich mitwirkt. Dieses Freizeittheater versteht sich als „Theater-on-Demand“: Erst kommt die Idee, dann werden passende Schauspieler gesucht und zuletzt die Spielorte festgelegt.
Von 2010 bis 2014 war Neugirg neben Bernd Händel auch Co-Moderator der TV-Sendung Kabarett aus Franken., wo er weiterhin mit der Altneihauser Feierwehrkapell’n zu den Höhepunkten zählt.
Durch seine Kolumne Was ich so denk’ in der Oberpfälzer Zeitung Der neue Tag kam er zum Schreiben. Seitdem veröffentlichte er als Autor vier Bücher (2015).
Neugirg gründete mit Manfred Wolfrath und Christian Höllerer die Ticket-Plattform oberpfalzkarten.de um ihre eigenen Kulturveranstaltungen im Internet zu vertreiben. Später öffneten sie dies für andere Veranstalter und benannten die Plattform in okticket um. Neugirg ist einer der drei Geschäftsführer.
Neugirg lebt mit Ehefrau Christa und drei Kindern in Windischeschenbach. Sohn Michael tritt gelegentlich als Pianist und Sänger auf.

## Auszeichnungen
- 2007: Kulturpreis Bayern der E.ON Bayern AG mit der Altneihauser Feierwehrkapell'n[9]
- 2012: Literaturpreis des Oberpfälzer Jura in Beratzhausen[10]

## Veröffentlichungen
- Was ich so denk’. Buch- & Kunstverlag Oberpfalz, Amberg 2006, ISBN 978-3-935719-38-4
- Worte, Reim und Bücherleim. Buch- & Kunstverlag Oberpfalz, Amberg 2008, ISBN 978-3-935719-50-6
- Ansichten und schlichte, nicht vernichtete Gedichte. Buch- & Kunstverlag Oberpfalz, Amberg 2011, ISBN 978-3-935719-76-6
- Tusch eineinhalbmal. Buch- & Kunstverlag Oberpfalz, Amberg 2015, ISBN 978-3-95587-030-0.